# إدغار باومان
إدغار باومان (بالإسبانية: Édgar Baumann)‏ هو منافس ألعاب قوى باراغواياني، ولد في 16 أبريل 1970 في سان لورينزو في باراغواي.

## وصلات خارجية
- إدغار باومان على موقع الاتحاد الدولي لألعاب القوى (الإنجليزية)
- إدغار باومان على موقع أوليمبيديا (الإنجليزية)